# Plavecký Peter
Plavecký Peter este o comună slovacă, aflată în districtul Senica din regiunea Trnava. Localitatea se află la altitudinea de 222 m deasupra n.m., se întinde pe o suprafață de 14,78 km2 și în 2017 număra 634 de locuitori.

## Istoric
Localitatea Plavecký Peter este atestată documentar din 1394.

## Demografie
| An:                | 1994 | 2004   | 2014   | 2024   |
| ------------------ | ---- | ------ | ------ | ------ |
| Număr de persoane: | 624  | 645    | 628    | 607    |
| Diferență:         |      | +3,36% | −2,63% | −3,34% |

| An:                | 2023 | 2024   |
| ------------------ | ---- | ------ |
| Număr de persoane: | 610  | 607    |
| Diferență:         |      | −0,49% |